# Kościół Ścięcia św. Jana Chrzciciela w Chojnicy
Kościół Ścięcia św. Jana Chrzciciela – kościół, który znajdował się w dawnej wsi Chojnica, późniejszy teren poligonu. 

## Historia
Kościół został ufundowany przez Jana Przecławskiego w 1531 roku. Jego syn Andrzej Przecławski, dobudował do kościoła kaplicę z kryptą rodzinną. Kościół został zamknięty przez niemieckie władze wojskowe podczas włączenia terenów Chojnicy do poligonu. Nie uległ zniszczeniu podczas żadnej z wojen światowych. Obok ruin kościoła stoi pozbawiona schodów i dzwonu dzwonnica z XIX wieku.

## Odniesienia w kulturze
W kościele nakręcono sceny do filmu Ogniem i mieczem i Dowód życia.

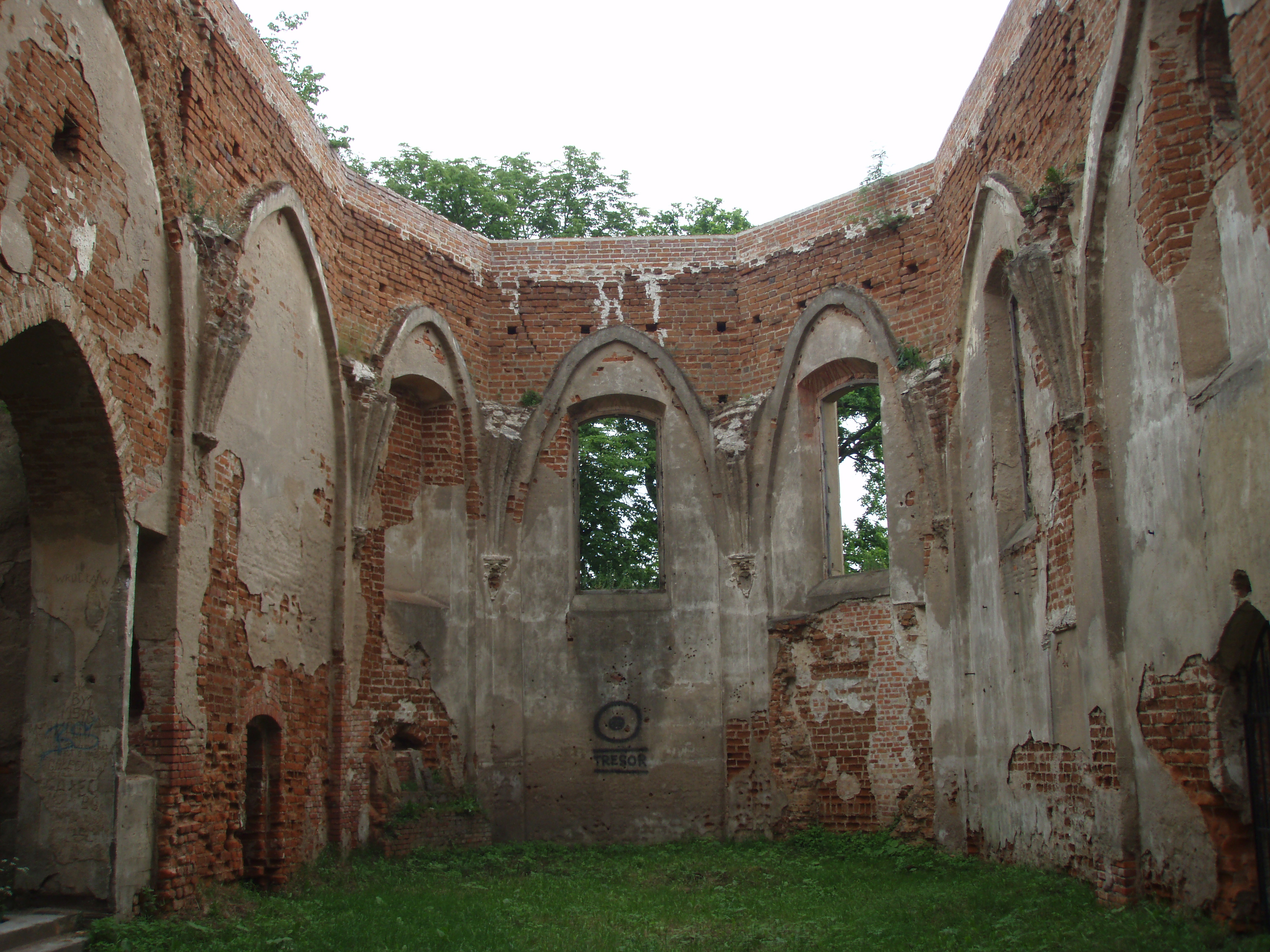
Apsyda kościoła
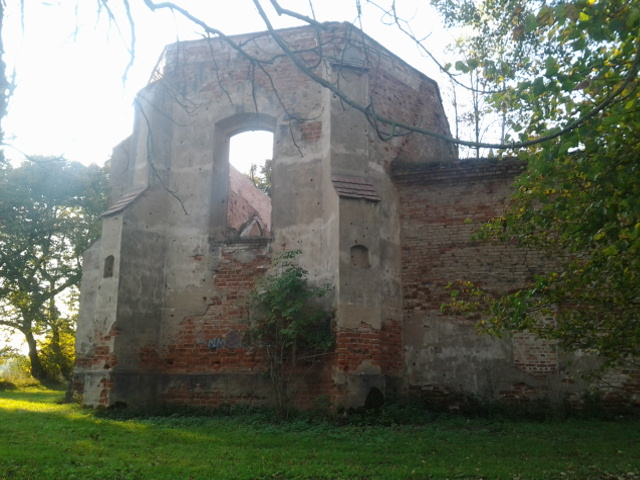
Ruiny kościoła od strony wschodniej
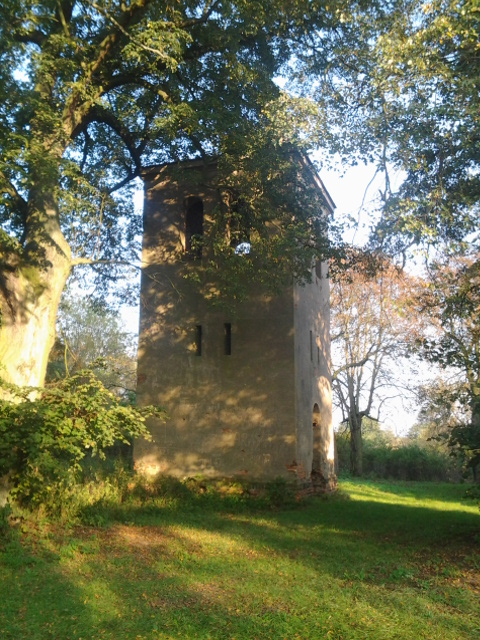
Ruiny dzwonnicy